# 溫蒂·張伯倫

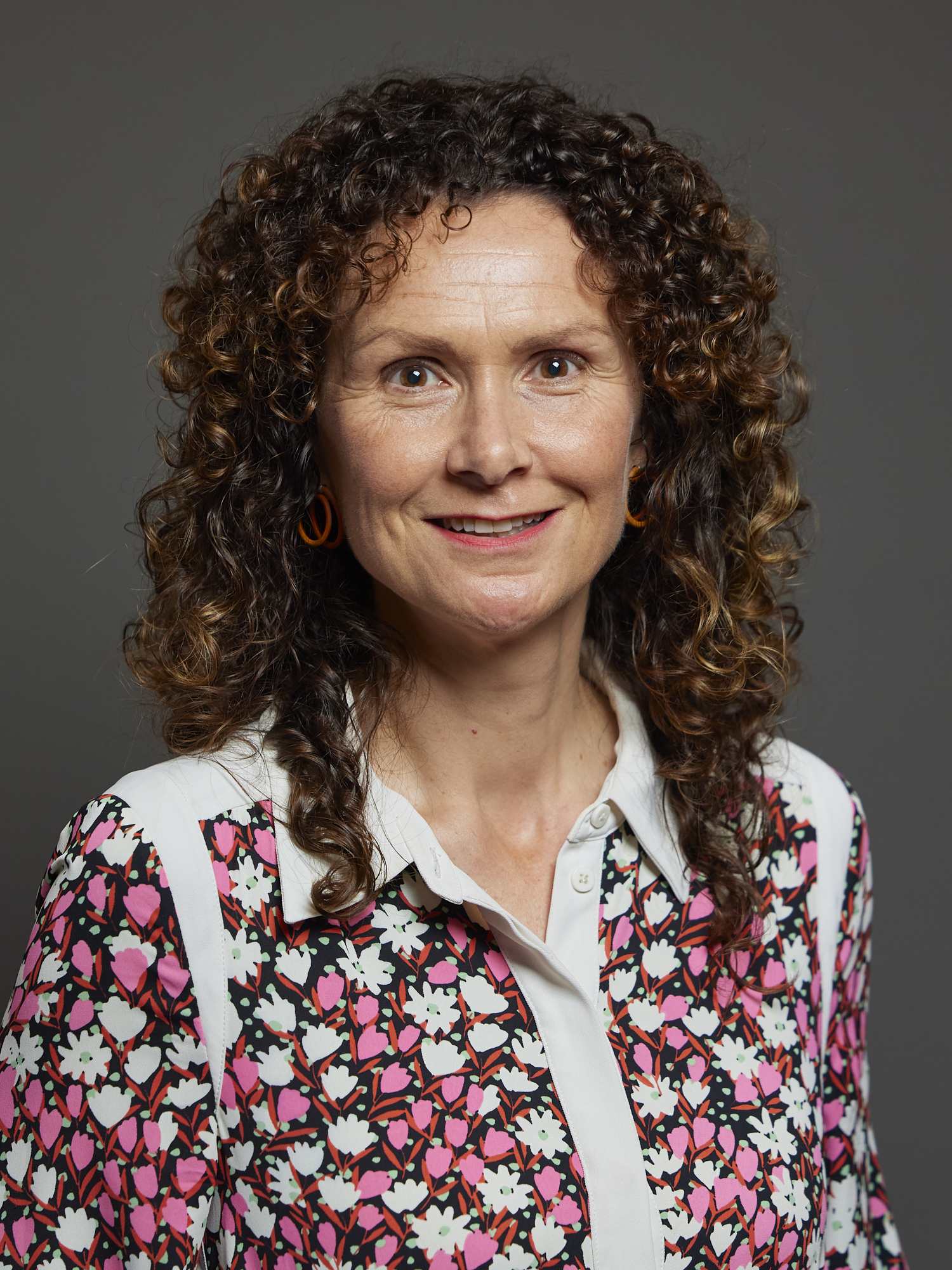
溫蒂·張伯倫

溫蒂·安妮·張伯倫（英語：Wendy Anne Chamberlain，1976年12月20日—）是一位英國政治家，自2021年起擔任蘇格蘭自由民主黨的副領袖。自2019年以來，她一直是東北法夫選區的國會議員（MP）。
張伯倫是自由民主黨的黨鞭和自由民主黨的勞工與退休金事務發言人。她曾於2020年1月至2020年9月擔任自由民主黨的北愛爾蘭和國際發展事務發言人，並於2022年7月前擔任蘇格蘭和威爾士事務發言人。她是蘇格蘭事務專責委員會的成員，也是結束食物銀行需求跨黨派議會小組（APPG）的聯合主席。

## 早年生活和事业
溫蒂·張伯倫於1976年12月20日出生於格里諾克，是家中二女中的大女兒。她在愛丁堡大學學習英語，並且是愛丁堡大學Footlights學生音樂劇團的成員，曾與該團體在愛丁堡藝術節上演出。張伯倫的父親是一名警察，大學畢業後，她也加入了警隊。在她十二年的警察生涯中，張伯倫曾在蘇格蘭警察局長協會和蘇格蘭警察學院工作。
離開警隊後，張伯倫在法夫學院擔任通訊講師，隨後成為蘇格蘭安置中心的培訓經理，該中心是位於羅塞斯的國防部承包商。之後，她在英國跨國酒精飲料公司帝亞吉歐擔任能力經理。在私營部門工作期間，張伯倫是特許管理學會的成員和特許人事與發展學會的準會員。2017年，張伯倫成為Camanachd協會董事會成員，該協會是蘇格蘭shinty運動的全球管理機構，她成為該協會的首位女性董事。

## 政治生涯
張伯倫在2015年英國大選後加入自由民主黨，該選舉使該黨失去了57個議席中的49個。在2017年蘇格蘭地方選舉中，她參選了一個“無法贏得”的議會席位（法夫議會的羅塞斯選區）。之後，蘇格蘭自由民主黨領袖威利·雷尼請她考慮參加2017年大選。張伯倫在斯特靈作為掛名候選人參選， 最終以3.4%的得票率位居第四，落後於保守黨的斯蒂芬·克爾、蘇格蘭民族黨的史蒂文·帕特森和工黨候選人。
張伯倫於2018年6月被選為自由民主黨在東北法夫選區的議會候選人，並於2019年3月被威利·雷尼任命為蘇格蘭自由民主黨的憲法關係事務發言人。在2019年大選中，張伯倫當選為東北法夫選區的國會議員，推翻了蘇格蘭民族黨僅兩票的微弱優勢，以43.1%的得票率贏得了1,316票的多數票。
選舉結束後，張伯倫被任命為三個領域的黨發言人：政治與憲法改革；蘇格蘭、威爾士和北愛爾蘭；以及國際發展。在她廣泛的首次演講中，張伯倫談到了她的選區、性別平等、歐盟和選舉改革，並向她的前任致敬。
在新冠疫情期間，張伯倫表示“公民自由不應被過度限制，權力不應被不成比例地用於少數族裔社區”，並呼籲保持警惕“確保這些（緊急）權力被適當且公平地使用”。在報導指出當時的蘇格蘭首席醫療官凱瑟琳·卡爾德伍德因違反疫情指引前往她位於張伯倫選區的第二住所後，張伯倫致信要求卡爾德伍德辭職。2020年4月，在限制下議院議員數量的決定後，張伯倫帶領一群反對黨議員（來自威爾士黨、社會民主與勞工黨、北愛爾蘭聯盟黨和英格蘭及威爾士綠黨）呼籲成立一個新冠疫情專責委員會。張伯倫指出，建立這樣的委員會是“保證來自不同政黨的小黨有機會在這關鍵時刻對政府部長進行審查和提問的唯一途徑”。2022年，她在下議院提倡引入了《照護者休假法案》。
張伯倫是三名支持萊拉·莫蘭競選自由民主黨領袖的自由民主黨議員之一（另外兩位是傑米·斯通和韋拉·霍布豪斯）。莫蘭最終未能成功當選黨領袖。

## 个人生活
張伯倫來自格里諾克，自2003年起一直居住在法夫。她已婚，與丈夫基思育有兩個孩子。基思是蘇格蘭民族黨的成員。張伯倫表示，她的父親鼓勵她參與政治。